# Обсерватория Паркса
Обсерватория Паркса — радиообсерватория, расположенная в 20 километрах к северу от города Паркс, штат Новый Южный Уэльс, Австралия. Радиотелескоп обсерватории стал одним из нескольких радиотелескопов, принявших данные прямой телевизионной трансляции Аполлона-11, высадившегося на Луне 20 июля 1969 года. Благодаря научным достижениям обсерватории за 40 лет её существования, обсерватория была названа Австралийской вещательной корпорацией «самым успешным научным инструментом, когда-либо построенным в Австралии».
Обсерваторией Паркса управляет Государственное объединение научных и прикладных исследований, входящее в состав Австралийского национального агентства телескопических наблюдений. Чтобы применить метод радиоинтерферометрии со сверхдлинными базами, радиотелескоп Паркс часто запускают с другими радиотелескопами CSIRO — 22-метровыми «тарелками» Австралийского телескопа с компактным излучением недалеко от Наррабри и одиночной 22-метровой «тарелкой» Мопра в Кунабарабране.

## Центр посетителей обсерватории Паркса
Центр посетителей обсерватории Паркса позволяет всем желающим увидеть вращение «тарелки». На выставке представлены экспонаты из истории телескопов, астрономии, науки о космосе и 3-D кинотеатр.

## Радиотелескоп
В 1961 году было завершено проектирование радиотелескопа Паркс, придуманного Э. Дж. Тэффи Боуэном, начальником лаборатории радиофизики в CSIRO. Во время Второй мировой Боуэн трудился над разработкой радара в США и завязал полезные знакомства в научной среде.
Навещая давних знакомых, он убедил две благотворительные организации — Фонд Карнеги и Фонд Рокфеллера — спонсировать половину стоимости телескопа. В дальнейшем именно эта помощь и финансовая поддержка из США убедила премьер-министра Австралии Роберта Мензиса согласиться финансировать оставшуюся часть проекта.
Австралийский инженерный институт объявил радиотелескоп Паркса Национальной достопримечательностью в области инженерного дела.

## Оборудование
Основной наблюдательный аппарат — это 64-метровая (210-футовая) вращающаяся «тарелка» телескопа, вторая по размеру в Южном Полушарии и одна из первых больших вращающихся «тарелок» в мире (в 1987 году диаметр антенны DDS-43 то есть Комплекса дальней космической связи в Канберре на краю заповедника Тидбинбилла был увеличен с 64 метров (210 футов) до 70 метров (230 футов), таким образом, этот комплекс превзошел Паркс). После того как телескоп был построен, его постоянно запускают. Поверхность «тарелки» обновляют, добавляя в середину гладкие металлические пластины, которые обеспечивают способность фокусировать волны микроволнового излучения в сантиметровых и миллиметровых диапазонах. Внешняя поверхность «тарелки» представляет собой сетчатый каркас, который создает двухцветную поверхность.
В 1963 году 18-метровую (59-футовую) антенну с радиотелескопа Милз Крос из Обсерватории Флерс переместили. Антенна с Милз Крос, водруженная на рельсы и приводимая в движение тракторным мотором так, чтобы можно было легко изменить расстояние между ней и главной «тарелкой», использовалась в качестве интерферометра с главной «тарелкой» и в качестве антенны-ретранслятора с Аполлона-11. С начала 1980-х годов она не использовалась.
У телескопа смонтирована азимутальная установка. Она управляется маленьким псевдо-телескопом, укрепленным на тех же ротационных осях, что и главная тарелка, но с экваториальной установкой. Обе установки динамично закреплены так, что могут следовать за астрономическим объектом с помощью системы лазерного наведения. Переход из первой установки во вторую осуществил Барнс Уоллес.
Успешная работа радиотелескопа Паркса побудила НАСА скопировать базовую конструкцию для создания Сети дальней космической связи с таким же диаметром «тарелок» в 64 метра (обсерватории в Голдстоуне (Калифорния), Мадриде (Испании) и Тидбинбилле (Австралия).
В 1998 году телескоп Паркса начал ловить короткие радиовсплески, эти сигналы назвали перитонами. Тогда же выдвинули теорию о том, что это могут быть сигналы из другой галактики, излучения нейтронных звезд, превращающихся в черные дыры, или вмешательство раската молний. В 2015 году было установлено, что перитоны появлялись тогда, когда работники обсерватории открывали дверцу микроволновой печи, не дожидаясь завершения программы. Когда дверцу открывали, микроволны в 1,4 МГц на стадии выключения магнетрона излучались в пространство. Последующие тесты показали, что перитоны можно получить при частоте в 1,4 МГц, если дверца микроволновой печи открывается раньше времени, а телескоп находится под соответствующим углом. «Пока до конца не ясно, следует ли винить микроволновку в возникновении перитонов».

## Получение сигналов
Камера, в которой получают сигналы из космоса, расположена в фокусе параболической антенны и поддерживается тремя 27-метровыми (89-футовыми) опорами над ней. В камере находятся различные радио- и микроволновые детекторы, которые могут улавливать фокусное излучение для различных научных исследований.
Обсерватория Паркса входит в состав Австралийского национального агентства телескопических наблюдений. Чтобы применить метод радиоинтерферометрии со сверхдлинными базами, 64-метровую «тарелку» часто запускают с «тарелками» Австралийского телескопа с компактным излучением недалеко от г. Наррабри и одиночной «тарелкой» Мопра в г. Кунабарабран.

## Исторические неастрономические исследования
Во время экспедиции «Аполлона-11» на Луну, обсерватория Паркса использовалась для передачи сообщений и телесигналов НАСА, когда Луна находилась над той частью Земли, где расположена Австралия. Телескоп также сыграл важную роль для сохранения непрерываной связи с терпящим бедствие экипажем «Аполлона-13».
Телескоп также сыграл немаловажную роль в передаче данных из НАСА экспедиции «Галилео» на Юпитер, потребовавшей использования радиотелескопом включения запасной телеметрической системы в качестве основного средства сбора научных данных.
Обсерватория Паркса сопровождала многие космические аппараты, включая:
- «Маринер-2»
- «Маринер-4»
- «Вояджер»
- «Джотто»
- «Галилео»
- «Кассини-Гюйгенс»

При участии CSIRO было создано несколько документальных фильмов про обсерваторию, некоторые из них опубликовали на YouTube.

### Трансляция «Аполлона-11»
Когда Базз Олдрин включил видеокамеру на Лунном модуле, три антенны в режиме автосопровождения одновременно получили сигнал: 64-метровый радиотелескоп Голдстоун в Калифорнии, 26-метровый телескоп в Ханисакл Крик неподалеку от Канберры в Австралии и 64-метровая «тарелка» в Парксе.
В первые минуты трансляции в поисках изображения лучшего качества НАСА выбирала между сигналами, полученными со станций в Голдстоуне и Ханисакл Крик.
Менее чем через девять минут трансляция в прямом эфире передавалась с телескопа Паркс. Качество изображения Паркса настолько превосходило остальные два, что НАСА выбрала его в качестве основного источника телевещания в оставшиеся 2,5 часа прямого эфира. Для более детального ознакомления с телетрансляцией «Аполлона-11», смотрите «The Television Broadcasts» из отчета «On Eagles Wings».
В понедельник 31 октября 2011 года австралийский Google разместил логотип телескопа с помощью Google Doodle в честь 50-летия обсерватории Паркса.

### Марсоходы
В 2012 году в обсерватории получили особые сигналы с марсохода «Оппортьюнити» (MER-B), чтобы моделировать частоту электромагнитных волн марсохода «Кьюриосити». Эта операция помогла в скором времени «Кьюриосити» приземлиться в начале августа, событие с успехом состоялось 6 августа 2012 года.

## Этапы астрономических исследований
1960-е:
- 1961 год — обсерватория построена и в 1963 году введена в эксплуатацию.
- Участие в экспедициях «Аполлонов» в НАСА в конце 1960-х годов.

1970-е:
- Модернизация камер для получения сигналов из космоса и начало подробных наблюдений.

1980-е:
- Увеличение диаметра антенны до 64 метров (210 футов).

1990-е:
- Между 1997 и 2002 годами было проведено исследование излучения нейтрального водорода HIPASS — самое крупное исследование наличия излучения водорода в галактиках на сегодняшний день.

2000-е:
- Более половины известных сегодня пульсаров обнаружены обсерваторией Паркса.
- Важная часть программы по расчету излучения пульсаров (Parkes Pulsar Timing Array, PPTA) в обсерватории — с целью обнаружения гравитационных волн[18] (часть более глобальной Международной программы по расчету излучения пульсаров (IPTA[англ.])).

## Проект Parkes Pulsar Timing Array
Проект Parkes Pulsar Timing Array (PPTA) — один из трёх проектов в мире по наблюдению гравитационных волн с помощью метода тайминга массивов пульсаров; временная матрица PPTA была сформирована в 2004 году с целью объединения данных от 19 пульсаров, чтобы создать чрезвычайно точную шкалу времени, которую можно использовать для обнаружения гравитационных волн.

## Проект Breakthrough Listen
Телескоп Паркса планируют использовать в значительно финансируемом проекте Breakthrough Listen для поиска радиоволн в диапазоне 1-10 МГц, это низкочастотные волны без участия человека или природных явлений.

## В массовой культуре
- Вымышленный отчёт об участии обсерватории «Аполлона-11» в высадке на Луну лег в основу сценария фильма 2000 года Тарелка[англ.].
- Телескоп запечатлен на обложке альбома Motivation Radio 1977 года Стива Хиллиджа.